# Magdalena penitente (El Greco, Sitges)
Magdalena penitente o Magdalena penitente con un crucifijo es una pintura realizado por Doménikos Theotocópuli—el Greco—  que se encuentra en el Museo Cau Ferrat, en Sitges.

## Introducción
En su catálogo razonado de obras del Greco, Harold Wethey distingue cinco modelos sobre el tema de Magdalena penitente, existiendo solo un ejemplar seguro de cada uno de ellos. Según este autor, el presente lienzo es el prototipo del modelo IV de dicha temática, existiendo tres copias del mismo,

## Temática de la obra
María Magdalena es la síntesis de tres personajes que el papa Gregorio Magno reconoció como sola persona:
1. María de Betania, la hermana de Marta y de Lázaro. (Lc 10: 38-42[4]y Jn 11: 1-4[5])
2. La mujer que ungió con ungüento los pies de Jesús y los secó con sus cabellos. (Lc 7:36-50)[6]
3. La mujer que estuvo al pie de la cruz (Mc 15:40)[7]o mirando desde lejos (Mt 27:55-56,[8] Jn 19:25[9]y Lc 23:49[10]) durante la crucifixión, y fue más tarde a la tumba de Jesús, siendo la primera persona que lo vio después de su resurrección.[11]

La devoción a María Magdalena estuvo fomentada por la Iglesia de la Contrarreforma española, que vio en ella un modelo apropiado para estimular las virtudes del arrepentimiento y de la meditación.

## Análisis de la obra

### Datos técnicos y registrales
- Pintura al óleo sobre lienzo;
- Dimensiones:109 x 96 cm;
- Datación: hacia 1585-1590;
- Firmado con letras griegas en cursiva, en la izquierda, debajo de la calavera: δομήνικος θεοτοκóπουλος ε'ποíει;
- Catalogado por:Wethey con el n.º 263, y por Tiziana Frati con la referencia 58-a.[13]

### Descripción de la obra
El tipo IV de esta temática es totalmente distinto de los anteriores. En los dos primeros: Magdalena penitente (Worcester) y Magdalena penitente (El Greco, Kansas), la santa aparecía como una dama elegante, y en el tercer tipo —Magdalena penitente (Budapest)— tenía un toque de erotismo, inusual en las obras del Greco. En este nuevo tipo, el Greco abandona el modelo de la Magdalena de Tiziano y elabora uno propio. La santa conserva su belleza, juventud y delicadeza, pero ya no es una figura resplandeciente ni va lujosamente ataviada. Viste una túnica rojo anaranjada bellamente modelada, y no vuelve su mirada teatralmente hacia el Cielo, sino hacia un pequeño crucifijo. Persiste la hiedra, pero ha desaparecido el tarro de ungüentos, símbolo de su mundanidad.
La figura está de medio perfil, con su mano derecha sobre pecho en señal de contrición, y la izquierda —con los dedos anular y corazón juntos— señala la calavera. Su cabello no es rubio, sino castaño rojizo, y está menos resaltado que en los anteriores modelos. A diferencia de aquellos, ésta es una imagen más austera, haciendo hincapié en el estoicismo y la meditación. Algunas asimetrías y deformaciones —sobre todo en el rostro— anuncian el estilo de obras posteriores.La figura se sitúa en primer plano, con la mirada dirigida hacia el crucifijo, apoyado sobre una roca. Es sumamente atrayente su vestido, cuyo hermoso colorido rojo oscuro resalta sobre el celaje azul y blanco.
El colorido general de la obra es bastante sobrio, El paisaje es muy austero, con solo una referencia al nuboso celaje y a la pared rocosa con la hiedra. Los tonos grises hacen algo más fría la composición, y la luz está basada en la escuela veneciana, dando más viveza a las zonas donde incide, como en el brazo izquierdo de la figura,Las rocas sobre las que descansa el crucifijo son algunas grises y otras de tono tostado,

### Estado de conservación
Esta obra solo ha tenido ligeras restauraciones, y su estado general es excelente.

## Procedencia de la obra
- Esta pintura y una versión de Las lágrimas de san Pedro (El Greco y su taller) fueron adquiridas por Santiago Rusiñol  —aconsejado por Ignacio Zuloaga— a finales del siglo XIX, a través del pintor Laureano Barrau. Es un ejemplo de la atracción que sentían los pintores modernistas hacia la obra del Greco.[20]Para trasladar estas dos imágenes desde la estación ferroviaria de Sitges hasta la casa del pintor, conocida como el Cau Ferrat (actualmente el museo), se organizó una procesión de artistas y literatos.[21]

## Copias del tipo IV

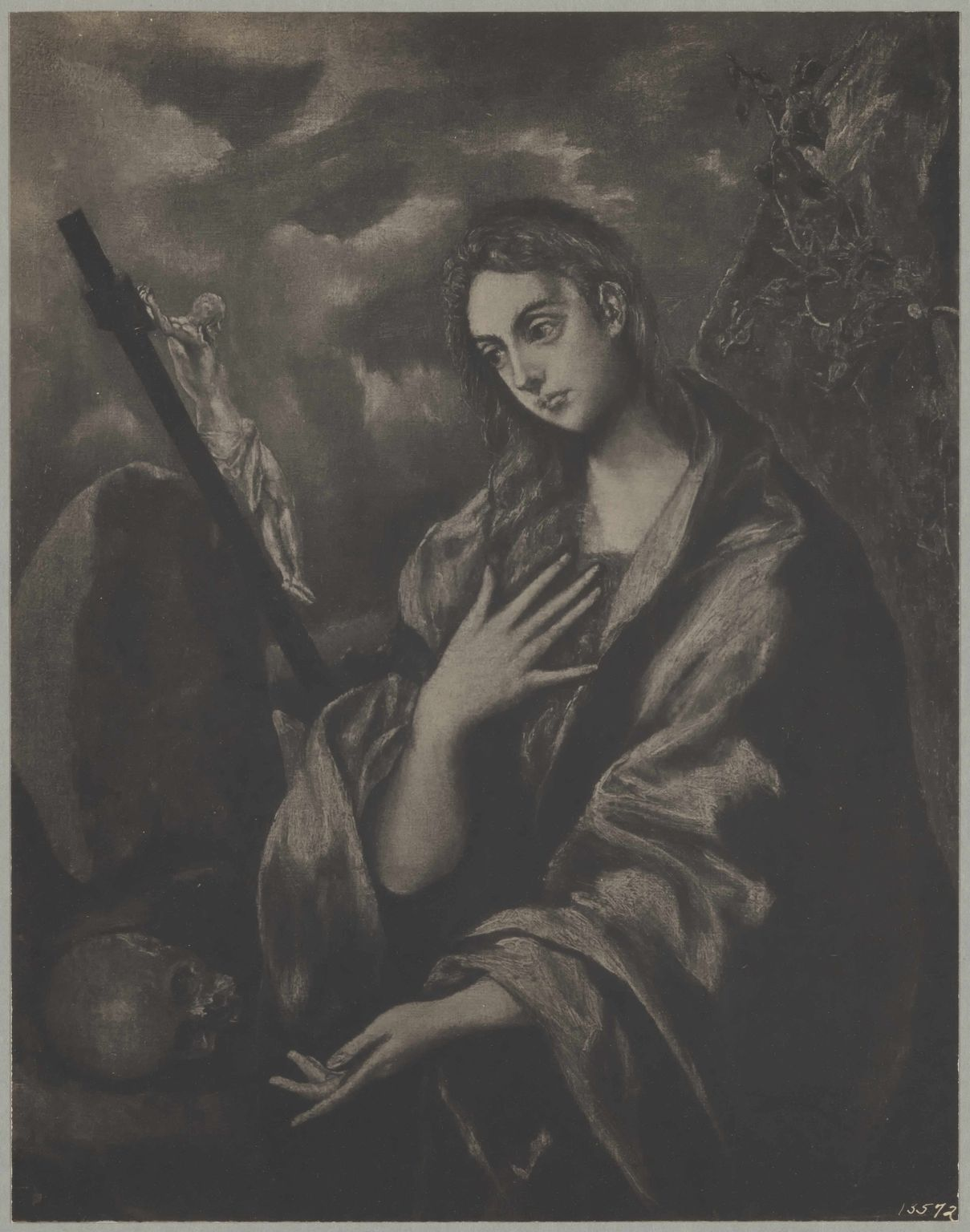
Fotografía de la pintura en la Sociedad Hispánica de América

En su catálogo de obras del Greco, Wethey menciona tres copias del presente lienzo:
- Museo de Santa Cruz; Toledo; Óleo sobre lienzo; 104 × 93 cm; Copia del siglo XVII; .
- Colección Masaveu; Óleo sobre lienzo; 101 × 80 cm; Según Wethey, podría ser una obra auténtica, enormemente repintada, o una copia tardía. La Santa viste ropa azul en vez de roja.[22]
- Sociedad Hispánica de América; New York; Óleo sobre lienzo; 62 × 52 cm; Copia del siglo XVII;[23]